# Sacha Kljestan
Saša Klještan (Servisch: Саша Кљештан; Anaheim, 9 september 1985) is een Amerikaans voetballer van Servische afkomst die doorgaans speelt als middenvelder. In december 2019 verruilde hij Orlando City voor LA Galaxy. Hij maakte in 2007 zijn debuut in het Voetbalelftal van de Verenigde Staten.

## Carrière
Kljestan debuteerde in de Verenigde Staten in 2005. Via een speciaal jongerencontract startte zijn carrière bij Orange County Blue Star. Hij speelde twee competitiewedstrijden voor de club en trok nadien naar Chivas USA. Al snel groeide hij uit tot een van de meest beloftevolle spelers uit de Major League Soccer (MLS). Op 25 april 2007 werd de Amerikaanse, aanvallend ingestelde middenvelder twee wedstrijden geschorst en verplicht om een boete van duizend dollar te betalen. Dit was voor een zware overtreding waarvoor hij tijdens de wedstrijd slechts geel had gekregen. Nadien oordeelde het Disciplinair Comité dat de overtreding, die een zware blessure had veroorzaakt, een grotere straf verdiende.
Nadat hij al jeugdinternational was geweest, maakte Kljestan zijn debuut voor de nationale ploeg in 2007. Een jaar later kwam hij uit voor het Olympisch voetbalelftal van de Verenigde Staten. In 2009 leek Kljestan over te stappen naar het Schotse Celtic. Hij legde er met succes tests af, maar de club vond de vraagprijs van Chivas USA te hoog. In juni 2010 raakte bekend dat Kljestan, die einde contract was, naar RSC Anderlecht zou overstappen. Anderlecht had enkele seizoenen eerder al een bod gedaan op Kljestan. Met RSC Anderlecht, waar hij de eerste Amerikaanse speler ooit werd, mocht hij meteen aantreden in de voorrondes van de UEFA Champions League. Hij maakte op 27 juli 2010 zijn Europees debuut tegen The New Saints. Na enkele minuten scoorde Kljestan zijn eerste Europese doelpunt.
In 2015 keerde hij terug naar zijn vaderland, waar hij voor New York Red Bulls ging spelen. Deze club verruilde hij in januari 2018 voor Orlando City. Vanaf 2020 komt hij uit voor LA Galaxy.
Zijn vader, gewezen voetballer Slavko Kljestan, speelde ooit nog voor FK Željezničar Sarajevo.

## Statistieken
| Seizoen         | Club               | Competitie         | Competitie ¹ | Competitie ¹ | Beker ² | Beker ² | Internationaal | Internationaal | Totaal | Totaal |
| Seizoen         | Club               | Competitie         | Wed.         | Dlp.         | Wed.    | Dlp.    | Wed.           | Dlp.           | Wed.   | Dlp.   |
| --------------- | ------------------ | ------------------ | ------------ | ------------ | ------- | ------- | -------------- | -------------- | ------ | ------ |
| 2005            | Blue Star          | PDL                | 2            | 1            | 0       | 0       | 0              | 0              | 2      | 1      |
| 2006            | Chivas USA         | MLS                | 34           | 0            | 1       | 0       | 0              | 0              | 35     | 0      |
| 2007            | Chivas USA         | MLS                | 27           | 4            | 1       | 0       | 0              | 0              | 28     | 4      |
| 2008            | Chivas USA         | MLS                | 24           | 6            | 1       | 0       | 3              | 0              | 28     | 6      |
| 2009            | Chivas USA         | MLS                | 27           | 5            | 0       | 0       | 0              | 0              | 27     | 5      |
| 2010            | Chivas USA         | MLS                | 10           | 1            | 0       | 0       | 0              | 0              | 10     | 1      |
| 2010/11         | Anderlecht         | Jupiler Pro League | 25           | 2            | 2       | 0       | 5              | 1              | 32     | 3      |
| 2011/12         | Anderlecht         | Jupiler Pro League | 36           | 4            | 0       | 0       | 6              | 0              | 42     | 4      |
| 2012/13         | Anderlecht         | Jupiler Pro League | 35           | 3            | 4       | 0       | 9              | 1              | 48     | 4      |
| 2013/14         | Anderlecht         | Jupiler Pro League | 21           | 8            | 1       | 0       | 5              | 1              | 27     | 9      |
| 2014/15         | Anderlecht         | Jupiler Pro League | 12           | 1            | 3       | 3       | 4              | 0              | 19     | 4      |
| 2015            | New York Red Bulls | MLS                | 37           | 8            | 3       | 1       | 0              | 0              | 40     | 9      |
| 2016            | New York Red Bulls | MLS                | 34           | 6            | 2       | 1       | 0              | 0              | 36     | 7      |
| 2017            | New York Red Bulls | MLS                | 35           | 3            | 5       | 1       | 5              | 2              | 45     | 6      |
| 2018            | Orlando City       | MLS                | 30           | 6            | 3       | 0       | 0              | 0              | 33     | 6      |
| 2019            | Orlando City       | MLS                | 23           | 1            | 4       | 2       | 0              | 0              | 27     | 3      |
| Carrière totaal | Carrière totaal    | Carrière totaal    | 410          | 61           | 24      | 5       | 35             | 5              | 469    | 70     |

¹ Alle wedstrijden gespeeld in de reguliere competitie en play-offs
² Verenigde Staten - US Open Cup, België - Beker van België

## Erelijst
| Nationaal          |    |                        |
| Belgisch kampioen  | 3x | 2012, 2013, 2014       |
| Belgische Supercup | 4x | 2010, 2012, 2013, 2014 |